# Werner Mettig
Werner Mettig (* um 1906; † nach 1976) war ein deutscher Nachrichtenoffizier, zuletzt im Rang eines Oberstleutnants der Wehrmacht.

## Während des Krieges
Von November 1941 bis Juni 1943 leitete er die Inspektion 7 Gruppe VI (OKH/In 7/VI), die kryptanalytische Gruppe des Oberkommandos des Heeres (OKH), kurz als OKH/Chi bezeichnet. Im September 1942 meldete er zusammen mit Erich Hüttenhain, einem der fähigsten Kryptoanalytiker der Inspektion, der vorgesetzten Dienststelle, dem Amt Nachrichtenverbindungswesen (NVW) unter General der Nachrichtentruppe Erich Fellgiebel, dass die Schlüsselfernschreibmaschine (SFM) T52 „lösbar“, also nicht sicher sei.
Ab Juni 1943 bis Dezember 1943 kommandierte er die Panzer-Korps-Nachrichten-Abteilung 448 des XXXXVIII. Panzerkorps an der Ostfront. Ab Dezember 1943 bis unmittelbar vor Kriegsende war er stellvertretender Chef von OKW/Chi und zugleich Leiter der dortigen Hauptgruppe A mit den beiden unterstellten Gruppen (siehe auch: Gliederung von OKW/Chi): „Entwicklung eigener Schlüsselverfahren“ (Gr. II) und „Schlüsselversorgung“ (Gr. III). Wie sein Chef, Oberst Kettler, war auch Mettig in erster Linie Offizier und damit Organisator, Verwalter und Leiter, er war aber kein Kryptoanalytiker.
Gegen Ende des Krieges flüchtete er mit einem Teil von OKW/Chi nach Norden, darunter sein Chef und auch Erich Hüttenhain (siehe auch: Rückzug des OKW 1945). Am 23. April 1945 wurde OKW/Chi offiziell aufgelöst und das Personal dem General der Nachrichtenaufklärung (GdNA) unterstellt. Mit der Kapitulation der Wehrmacht am 8. Mai 1945 erlosch das Dienstverhältnis für alle ehemaligen Mitarbeiter des OKW.

## Nach dem Krieg
Mettig wurde unmittelbar nach dem Krieg von britischen Soldaten nahe Flensburg in Schleswig-Holstein verhaftet und vom TICOM verhört. Er wurde ins SHAEF-Hauptquartier nach Reims verlegt und intensiver verhört als sein ehemaliger Chef. Im Gegensatz zu diesem wurde er sogar zu weiteren Befragungen ins Vereinigte Königreich gebracht. Dort bestätigte er nicht nur, was den Briten bereits von Kettler bekannt war, sondern er lieferte auch weit mehr Details zu organisatorischen Fragen und zu durchgeführten und begonnenen Projekten von OKW/Chi, die Kettler verschwiegen hatte. Sein Wissen war jedoch, wie das von Kettler, hauptsächlich nichttechnischer Natur.
In der F-Flagge, einer seit 1973 vierteljährlich erscheinenden deutschen militärischen Fachzeitschrift, wird sein Name in einer Ausgabe von 1976 erwähnt: „Oberst a.D. Werner Mettig 70 Jahre“.